# 핑걸주

핑걸 주의 위치

핑걸주(영어: Fingal [ˈfɪŋɡəl][*], 아일랜드어: Fine Gall 피네 갈)는 아일랜드의 주로 주도는 스워즈이며 면적은 454.60km2, 인구는 296,214명(2011년 기준)이다.